# Himalaje

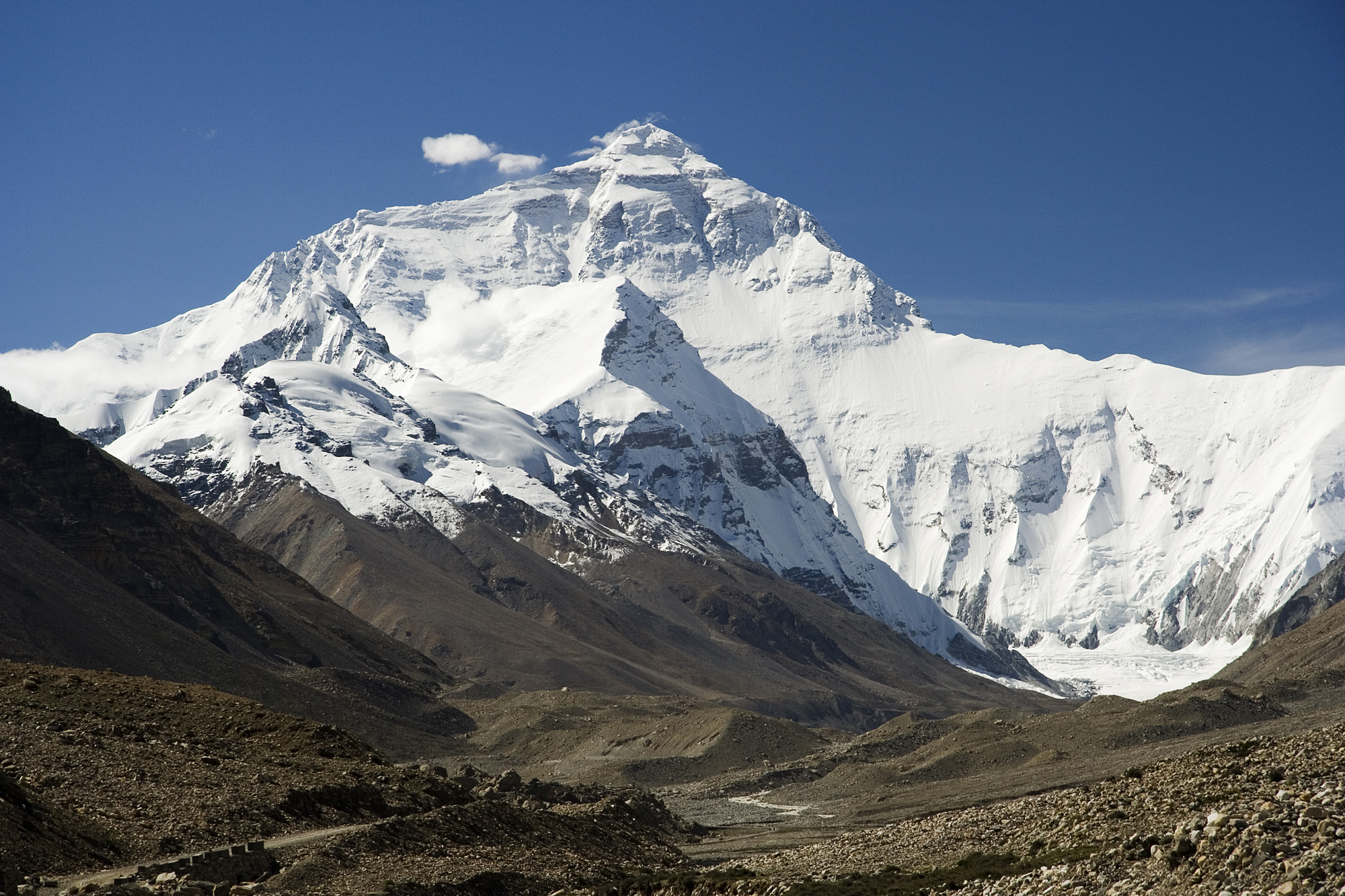
Mount Everest

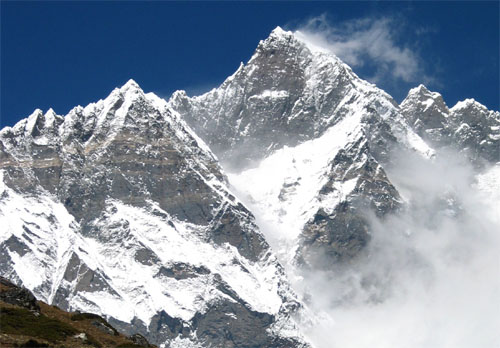
Lhotse

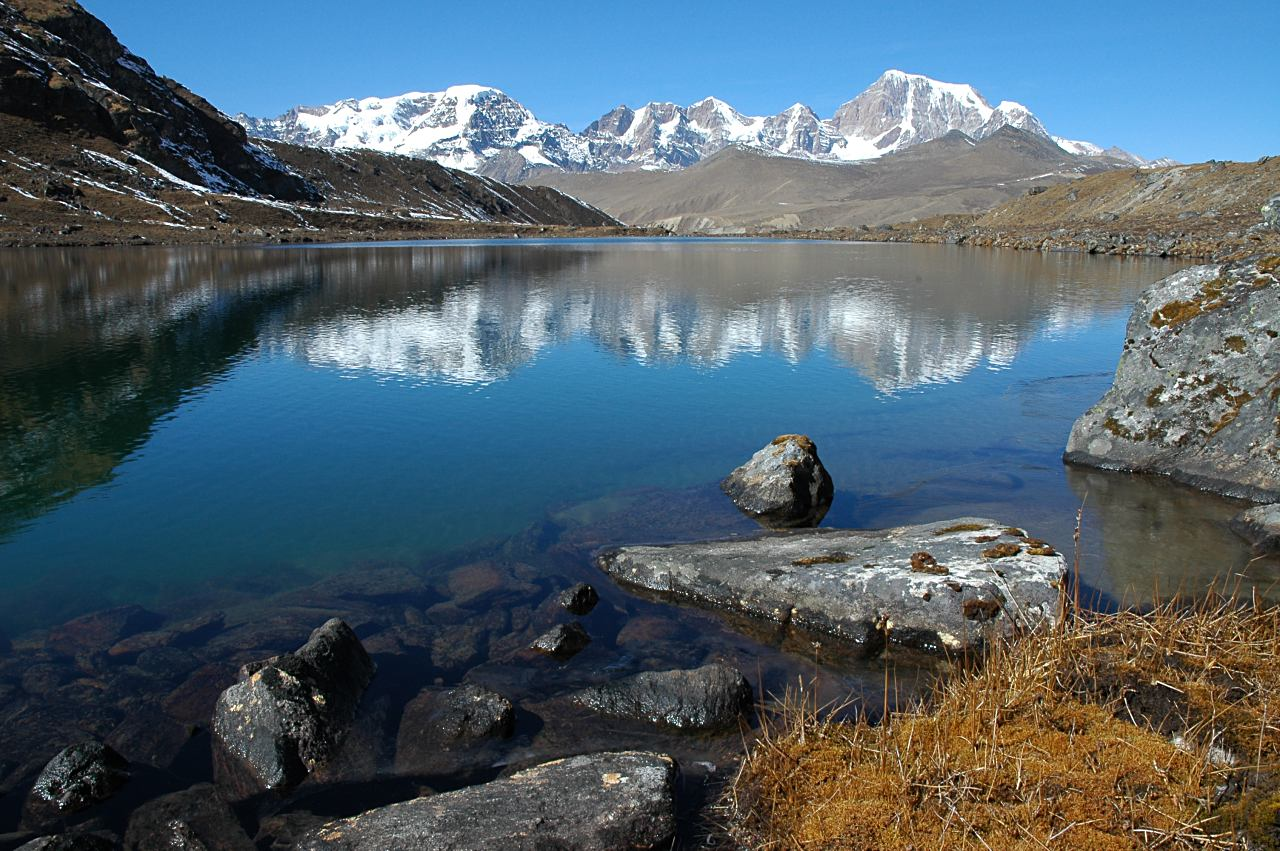
Krucze Jezioro w Sikkimie

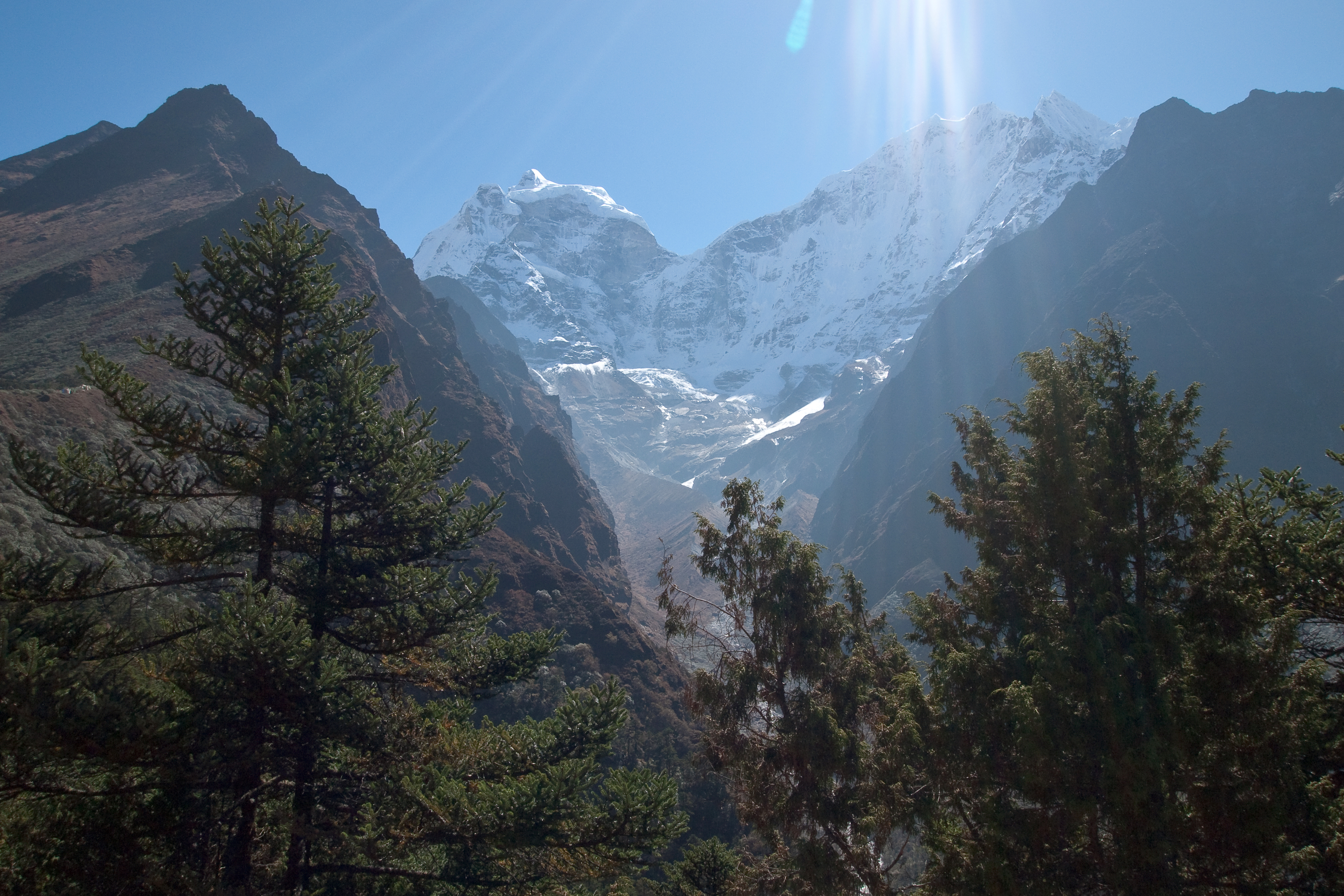
Dolina Imja Khola

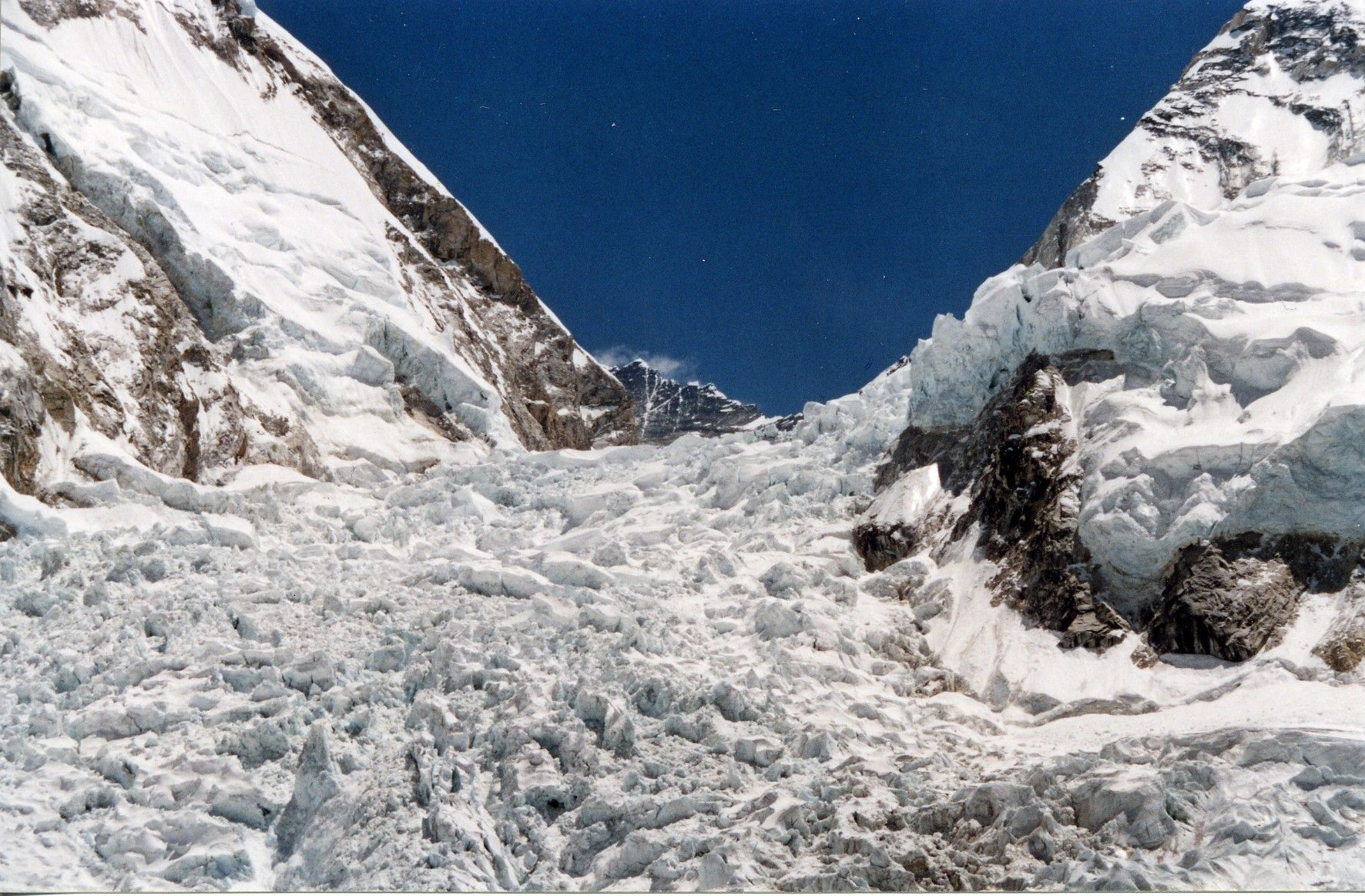
Lodowiec Khumbu

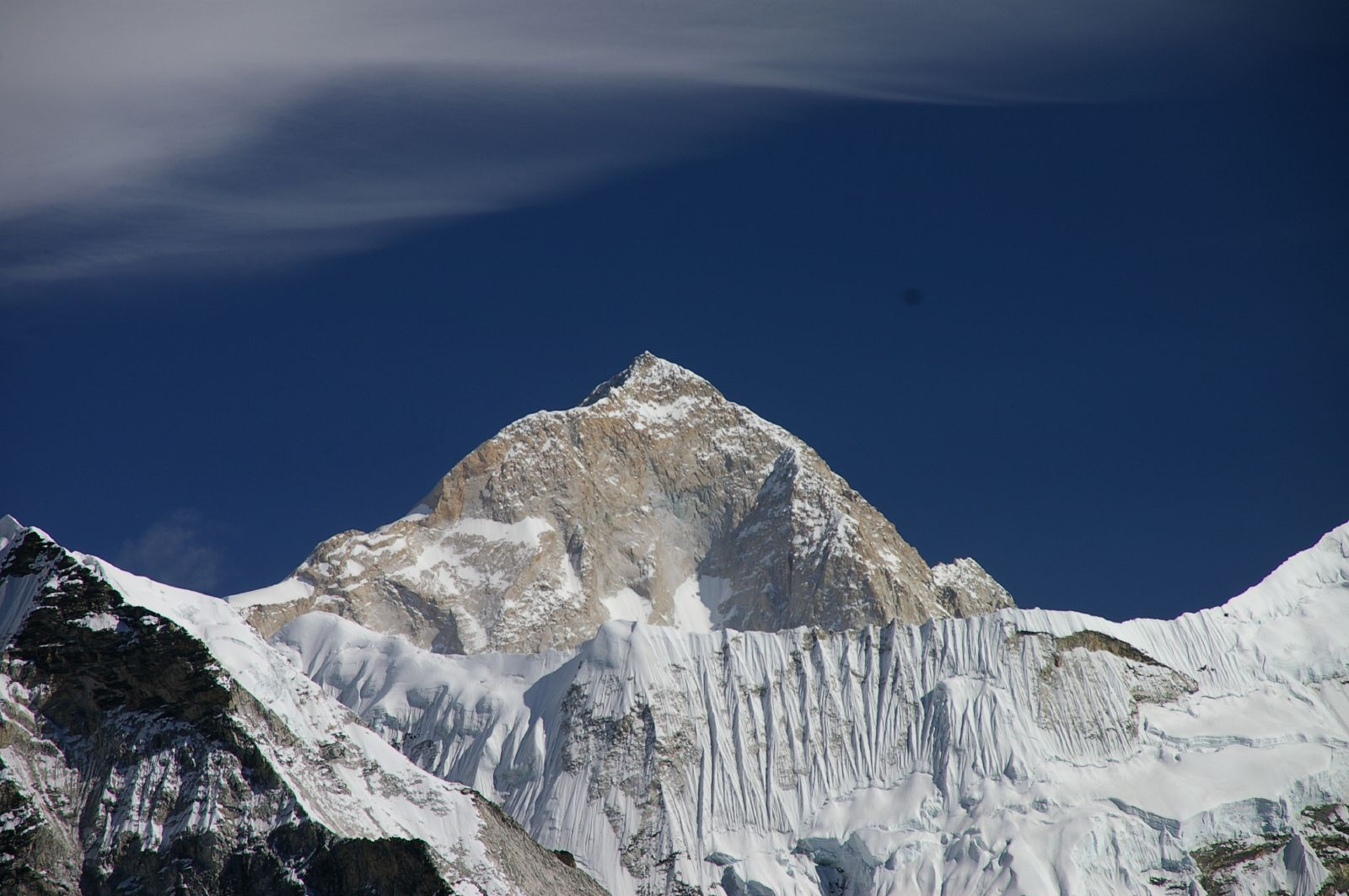
Makalu

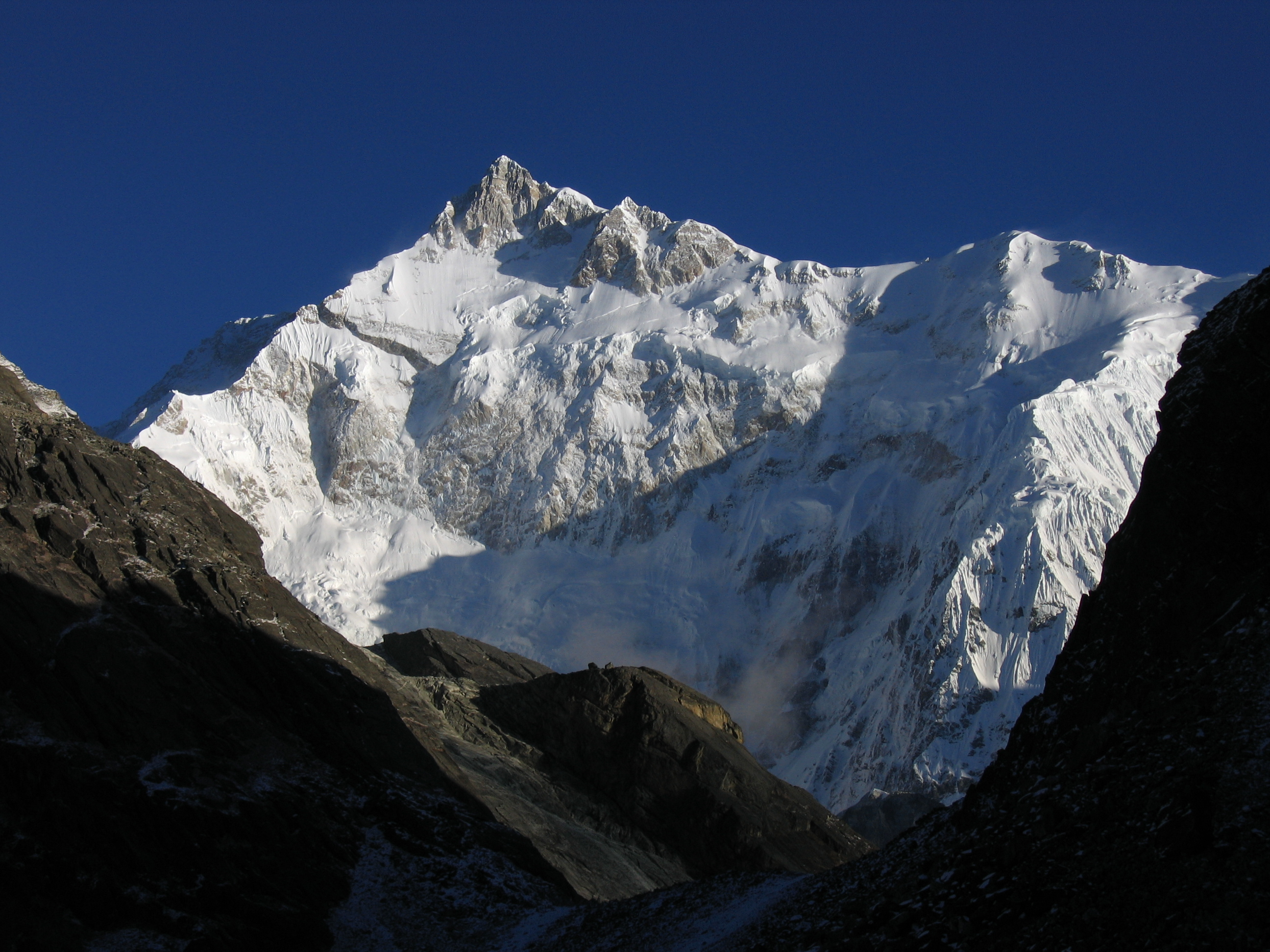
Kanczendzonga

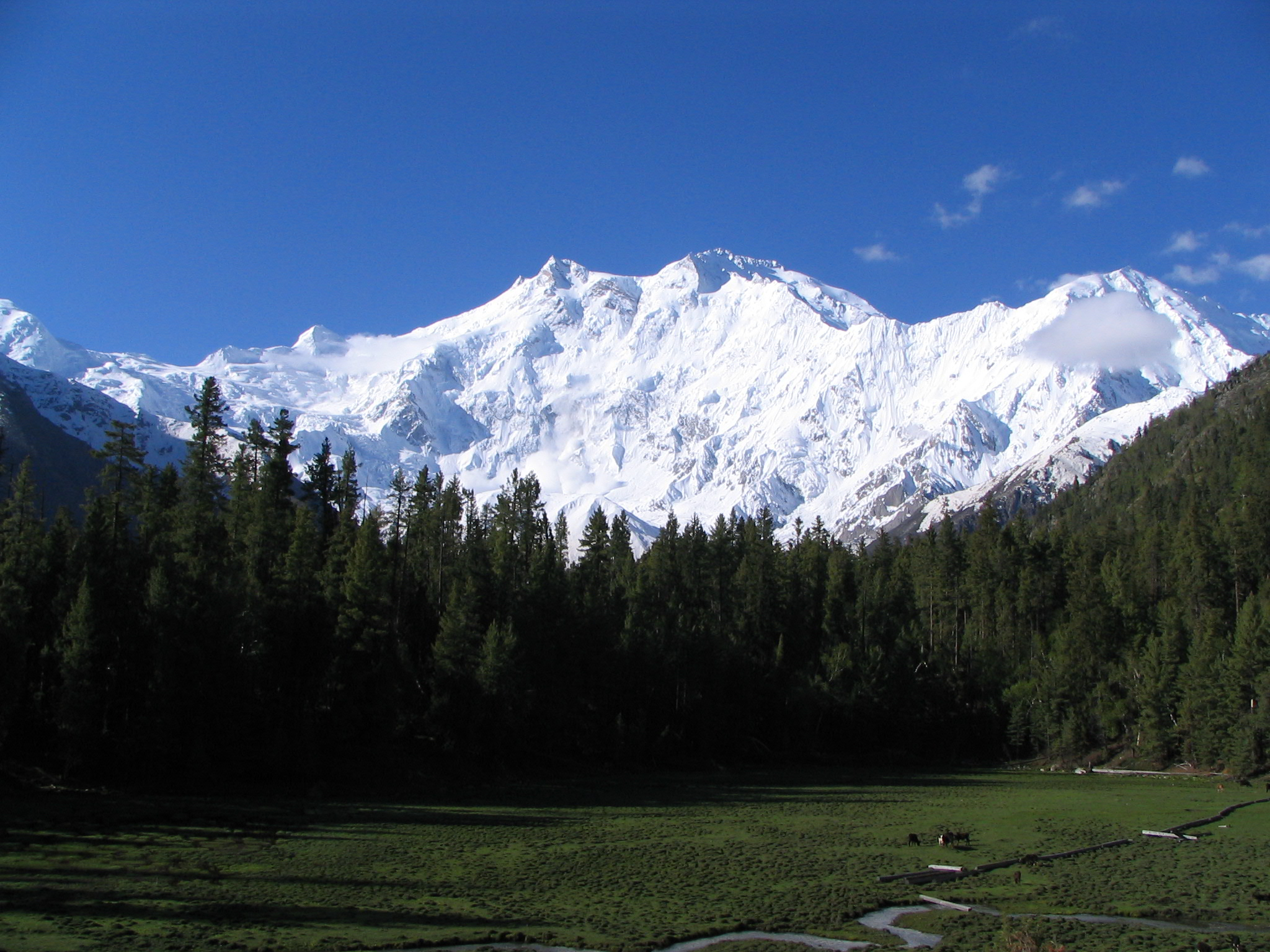
Nanga Parbat

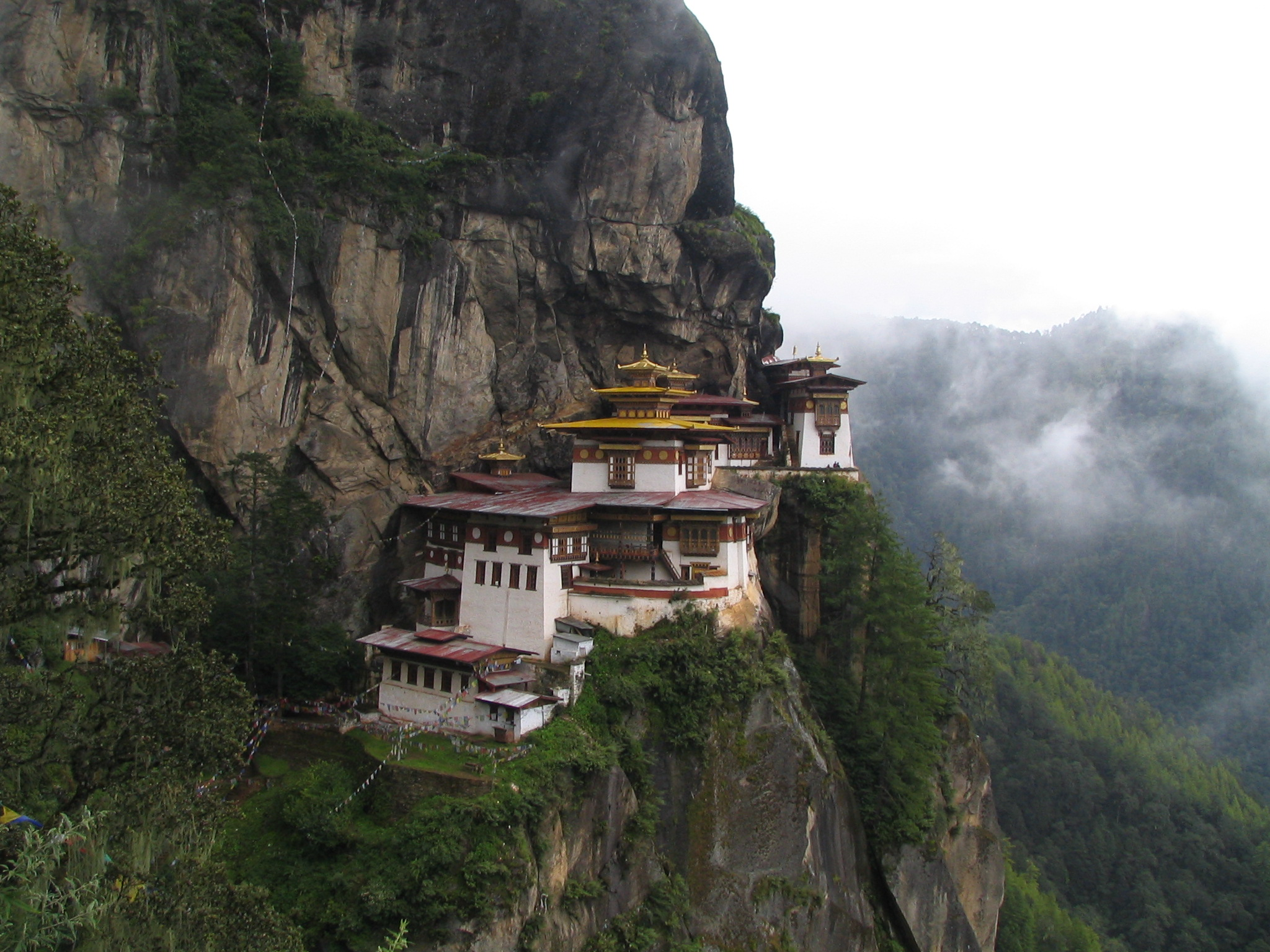
Klasztor Taktshang

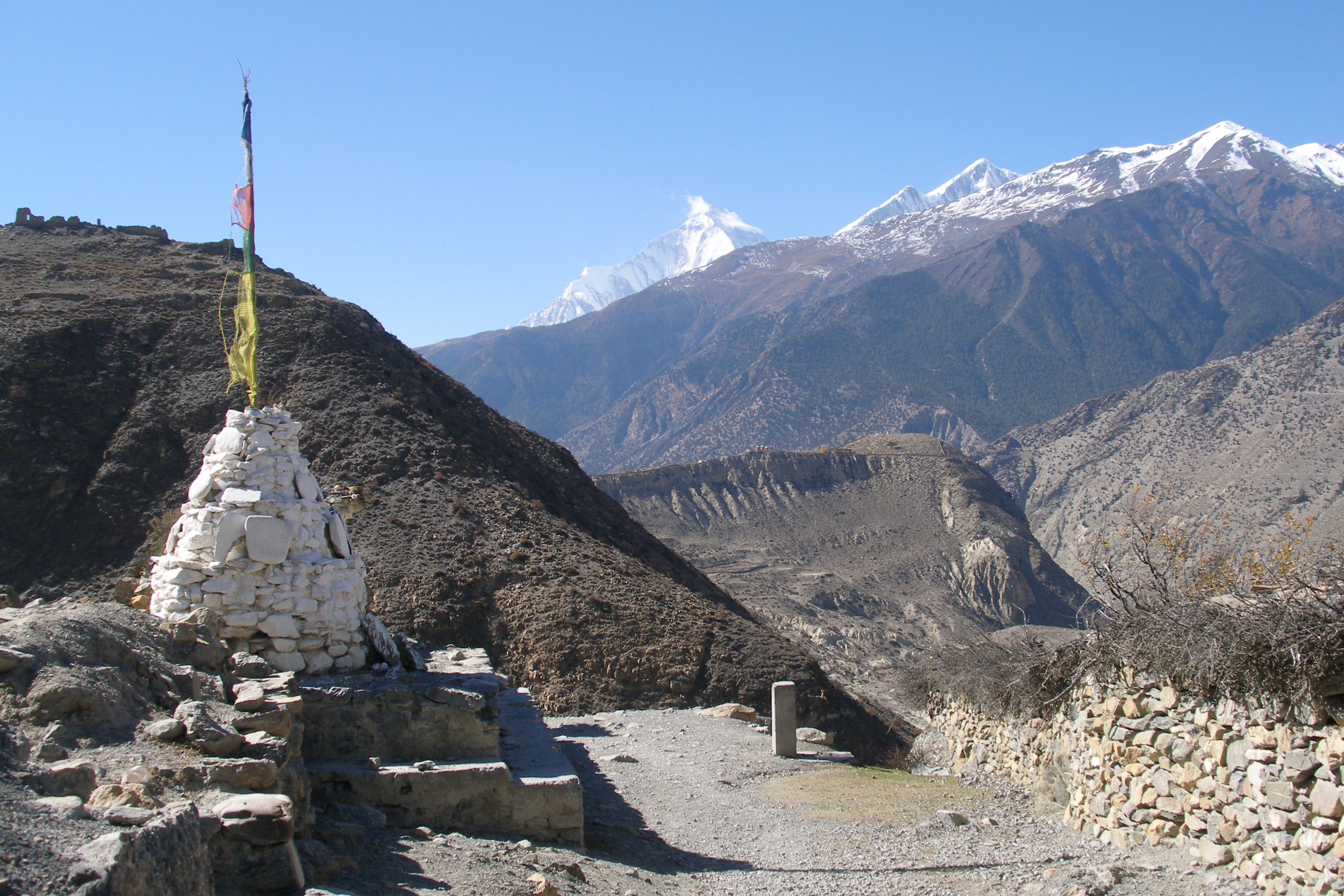
Przełęcz w Mustangu

Himalaje – najwyższy łańcuch górski na Ziemi.
Łańcuch Himalajów leży w południowej Azji, ma ponad 2,5 tys. km długości i około 250 km szerokości. Rozciąga się na terenach należących do Pakistanu, Indii, Chin (Tybetu), Nepalu i Bhutanu. W Himalajach znajduje się aż 10 z 14 ośmiotysięczników świata. Szczyty przekraczające 8000 m n.p.m. tworzą Wielkie Himalaje, w których najniższe przełęcze przeważnie leżą powyżej 4000 m n.p.m. Najwyższy szczyt to Mount Everest o wysokości 8848 m n.p.m. Od wschodu pasmo to ogranicza dolina Brahmaputry, a od zachodu – Indusu. Wierzchołki Małych Himalajów sięgają średnio 2400 m n.p.m., tylko na zachodzie 4000 m n.p.m. Najniższe pasmo Siwalik ciągnie się wzdłuż całego systemu od Brahmaputry do Indusu, a jego wysokość nie przekracza 2000 m n.p.m.
Nazwa „Himalaje” pochodzi z sanskrytu (हिमालय, Himālaya) i znaczy „siedziba śniegów” (z himá, „zima, śnieg”, oraz ālaya, „siedziba, leżący”).

## Podział
Himalaje składają się z trzech głównych pasm: Wielkie Himalaje na północy, Małe Himalaje w środku i Siwalik na południu.
Pod względem terytorialnym stosuje się też następujący podział:
- Himalaje Kaszmirskie pomiędzy rzekami Indus i Dras (Nanga Parbat, 8125 m)
- Himalaje Pendżabskie pomiędzy rzekami Dras i Satledź (Nunkun, 7135 m)
- Himalaje Garhwalu pomiędzy rzeką Satledź a Nepalem (Nanda Devi, 7816 m)
- Himalaje Nepalskie (Mount Everest, 8848 m)
- Himalaje Sikkimskie (Kanczendzonga, 8586 m)
- Himalaje Bhutańskie (Gangkhar Puensum, 7570 m)
- Himalaje Assamskie (Namcze Barwa, 7755 m)

W Nepalu Himalaje dzielone są na:
- Sagarmatha Himal (सगरमाथा (चोमोलङ्गमा) हिमाल),
- Annapurna Himal (अन्नपूर्ण हिमाल),
- Ganesh Himal (गणेश हिमाल),
- Langtang Himal (लाङ्गटाङ्ग हिमाल),
- Manaslu Himal (मनास्लु हिमाल),
- Rolwaling Himal (रोल्वालिङ्ग हिमाल),
- Jugal Himal (जुगल (युगल) हिमाल),
- Gauri Shankar Himal (गौरि शंकर हिमाल),
- Kanjirowa Himal (कान्जीरोवा हिमाल),
- Khumbu Himal (खुम्बु हिमाल),
- Dhaulagiri Himal (धौलागिरी हिमाल),
- Kanchanjunga Himal (कंचनजंघा हिमाल).

## Budowa geologiczna
Zasadnicze wypiętrzenie Himalajów nastąpiło w oligocenie, w czasie orogenezy alpejskiej. Składają się z kolejnych, równoległych luków o wysokości zwiększającej się ku północy, zbudowanych ze skał krystalicznych (magmowych i metamorficznych), w przeważającej części z granitów i gnejsów, oraz ze skał osadowych, które pochodzą z różnych okresów począwszy od prekambru do trzeciorzędu. Zachodzi tu gwałtowna erozja, rozwijają się zwłaszcza gigantyczne obrywy i osuwiska górskie.

## Rozwój – powstanie Himalajów
Około 50 milionów lat temu rozpoczął się proces wypiętrzania Himalajów. Płyta indyjska napierała na płytę eurazjatycką powodując wypiętrzenie mas skalnych na ich styku. Szacuje się, że eskalacja tego procesu nastąpiła przed około 20 mln lat. W tym samym czasie, gdy wypiętrzały się masywy Himalajów, część skał „wbijała się” w głąb dokładnie pod nowo powstającym łańcuchem.

## Klimat
Himalaje oddzielają Nizinę Hindustańską od Wyżyny Tybetańskiej. Południowe stoki gór są pod wpływem oddziaływania okresowo wiejących wiatrów – monsunów. W lecie występują tu obfite opady, niżej deszczu, a w górach wyłącznie śniegu. Z kolei północne stoki znajdują się w strefie oddziaływania klimatu zwrotnikowego, chłodnego i suchego. Wysoko w górach mrozy przekraczają -25 °C w lecie, a zimą temperatura spada do -40 °C.
W okresie monsunu zimowego, który zaczyna się tu w pierwszej połowie listopada, często występują huraganowe wiatry z kierunku północnego o prędkości nawet 150 km/h i gwałtowne załamania pogody.

## Lodowce
Ogółem lodowce zajmują w Himalajach powierzchnię 10 tysięcy kilometrów kwadratowych. Masa lodu ma objętość około 6,6 tysiąca kilometrów sześciennych. Lodowce występują głównie wokół wielkich masywów i najwyższych szczytów górskich. Ich jęzory są zwykle krótkie. Najdłuższe mają lodowce Gangotri i Zema (26 km) oraz Rongbuk – lodowiec zalegający północne stoki Mount Everestu. Rozległe pola firnowe występują rzadko, ponieważ stromizna stoków uniemożliwia gromadzenie się firnu. Wody z topniejących lodowców zasilają wielkie rzeki – Ganges, Indus i Brahmaputrę.

## Zdobywcy Himalajów
Wyprawy organizuje się głównie wiosną i jesienią. Lato to pora deszczowa, zimą natomiast ze względu na panujące warunki wspinaczka jest wyjątkowo trudna. Największe sukcesy w himalaizmie zimowym odnieśli Polacy, do których należy 10 pierwszych zimowych wejść, w tym na Mount Everest (17 lutego 1980 roku).
Marzeniem każdego himalaisty jest zdobycie Korony Himalajów, czyli 14 ośmiotysięczników, z których aż 10 wznosi się w Himalajach, a pozostałe cztery w Karakorum. Jako pierwszemu udało się to w 1986 roku Reinholdowi Messnerowi. O palmę pierwszeństwa ścigał się on z Jerzym Kukuczką, który Koronę Himalajów zdobył niecały rok później, za to wchodził nowymi, trudniejszymi drogami oraz zimą. Jerzy Kukuczka zginął w 1989 roku podczas próby przejścia niepokonanej wówczas południowej ściany Lhotse. Najsłynniejszą ze wspinających się Polek była Wanda Rutkiewicz, która jako pierwsza Europejka i trzecia kobieta na świecie weszła na Mount Everest w 1978 roku, a w 1986 jako pierwsza kobieta zdobyła K2. Zaginęła w czasie wyprawy na swój dziewiąty ośmiotysięcznik – Kanczendzongę – w maju 1992 roku.

### Najwybitniejsi himalaiści
Niżej wymienieni wspinacze zdobyli wszystkie 14 ośmiotysięczników, wyznaczając przy tym co najmniej jedną nową drogę:
- Reinhold Messner,
- Jerzy Kukuczka,
- Erhard Loretan,
- Carlos Carsolio,
- Krzysztof Wielicki,
- Denis Urubko.

## Najwyższe szczyty
- Mount Everest – 8848 m n.p.m. (najwyższy szczyt Ziemi),
- Kanczendzonga – 8586 m n.p.m. (trzeci szczyt Ziemi),
- Lhotse – 8516 m n.p.m. (czwarty szczyt Ziemi),
- Makalu – 8485 m n.p.m. (piąty szczyt Ziemi),
- Czo Oju – 8188 m n.p.m. (szósty szczyt Ziemi),
- Dhaulagiri – 8167 m n.p.m. (siódmy szczyt Ziemi),
- Manaslu – 8163 m n.p.m. (ósmy szczyt Ziemi),
- Nanga Parbat – 8125 m n.p.m. (dziewiąty szczyt Ziemi),
- Annapurna – 8091 m n.p.m. (dziesiąty szczyt Ziemi),
- Sziszapangma – 8027 m n.p.m. (czternasty szczyt Ziemi),
- Gyachung Kang – 7952 m n.p.m. (piętnasty szczyt Ziemi),
- Annapurna II – 7937 m n.p.m. (szesnasty szczyt Ziemi),
- Himalchuli – 7893 m n.p.m. (osiemnasty szczyt Ziemi),
- Ngadi Chuli – 7871 m n.p.m. (dwudziesty szczyt Ziemi).

## Przełęcze
Z uwagi na ukształtowanie terenu w rejonie Himalajów niewiele jest przełęczy, przez które można przejechać samochodem. To właśnie tu znajduje się najwyżej położona przejezdna przełęcz – Semo La, znajdująca się na wysokości 5565 m. 
Główne przełęcze to:
- Semo La – 5564 m,
- Suge La – 5430 m,
- Khardung La – 5359 m,
- Tanglang La – 5359 m,
- Lungalacha La – 5059 m,
- Nathu La – 4310 m,
- Jelep La – 4267 m,
- Rohtang La – 3979 m,
- Zoji La – 3528 m.